# Alfred Getz
Alfred Getz, född 28 juni 1862 i Trondheim, död 31 juli 1922 i Røros, var en norsk mineralog, professor. Han var kusin till Bernhard Getz.
Getz blev student 1880, var amanuens vid mineralkabinettet vid Kristiania universitet 1885-89 och blev sistnämnda år cand. miner. Han var gruvingenjör i Spanien 1889-93 och delägare i A/S. W. Werner’s Stenforretning i Kristiania 1894-1903. År 1903 blev han verkställande direktör vid Røros Kobberværk och 1912 professor i gruvdrift vid Tekniska högskolan i Trondheim, där han en tid även var rektor.
Av hans skrifter, vilka ligger såväl inom gruvvetenskap som geologi, kan särskilt nämnas Graptolitførende skiferzoner i det trondhjemske (i "Nyt magazin for naturvidenskaberne", band 31, 1890). Vid stiftandet (1901) av Den norske Bergingeniørforening blev han dess ordförande. Han var ledamot av Stortinget 1919-21.